# کودکی یک رئیس
کودکی یک رییس نام یک کتاب ادبی است که توسط ژان پل سارتر، نویسندهٔ اهل فرانسه نوشته شده‌است.